# Попешть-Стежарі
Попешть-Стежарі, Попешті-Стежарі (рум. Popești-Stejari) — село у повіті Горж в Румунії. Входить до складу комуни Стежарі.
Село розташоване на відстані 191 км на захід від Бухареста, 43 км на південний схід від Тиргу-Жіу, 55 км на північ від Крайови.

## Населення
За даними перепису населення 2002 року у селі проживали 218 осіб, усі — румуни. Усі жителі села рідною мовою назвали румунську.